# Blågöl (Vimmerby socken, Småland)
Blågöl är en sjö i Vimmerby kommun i Småland och ingår i Motala ströms huvudavrinningsområde.